# Otto van Grandson
Otto van Grandson (graafschap Bourgondië, mogelijks Grandson, 13e eeuw – Sorgues, 26 september 1309) of in het Frans, Eudes III de Grandson, was prins-bisschop van Toul (1306-1307) en prins-bisschop van Bazel (1307-1309).

## Levensloop

Kasteel van Grandson, aan het meer van Neuchâtel. Voorvaderlijk kasteel van Otto.

### Jonge jaren
Otto was afkomstig van adel in het graafschap Bourgondië (Rooms-Duitse Rijk). Zijn vader was Jakob, heer van Grandson, aan het meer van Neuchâtel. Hij begon zijn carrière als militair in dienst van het leger van Eduard I, koning van Engeland. Otto vocht er in meerdere veldslagen. Otto kreeg als beloning terreinen in Manchester, Pickhill en York. Over zijn leven in Engeland is weinig bekend, behalve het feit dat hij in Parijs opdook als Engels gezant, aan het hof van koning Filips IV. In 1303 werd Otto geestelijke in Autun en tegelijk in Lausanne. In Lausanne werd hij deken van het kapittel (1304).

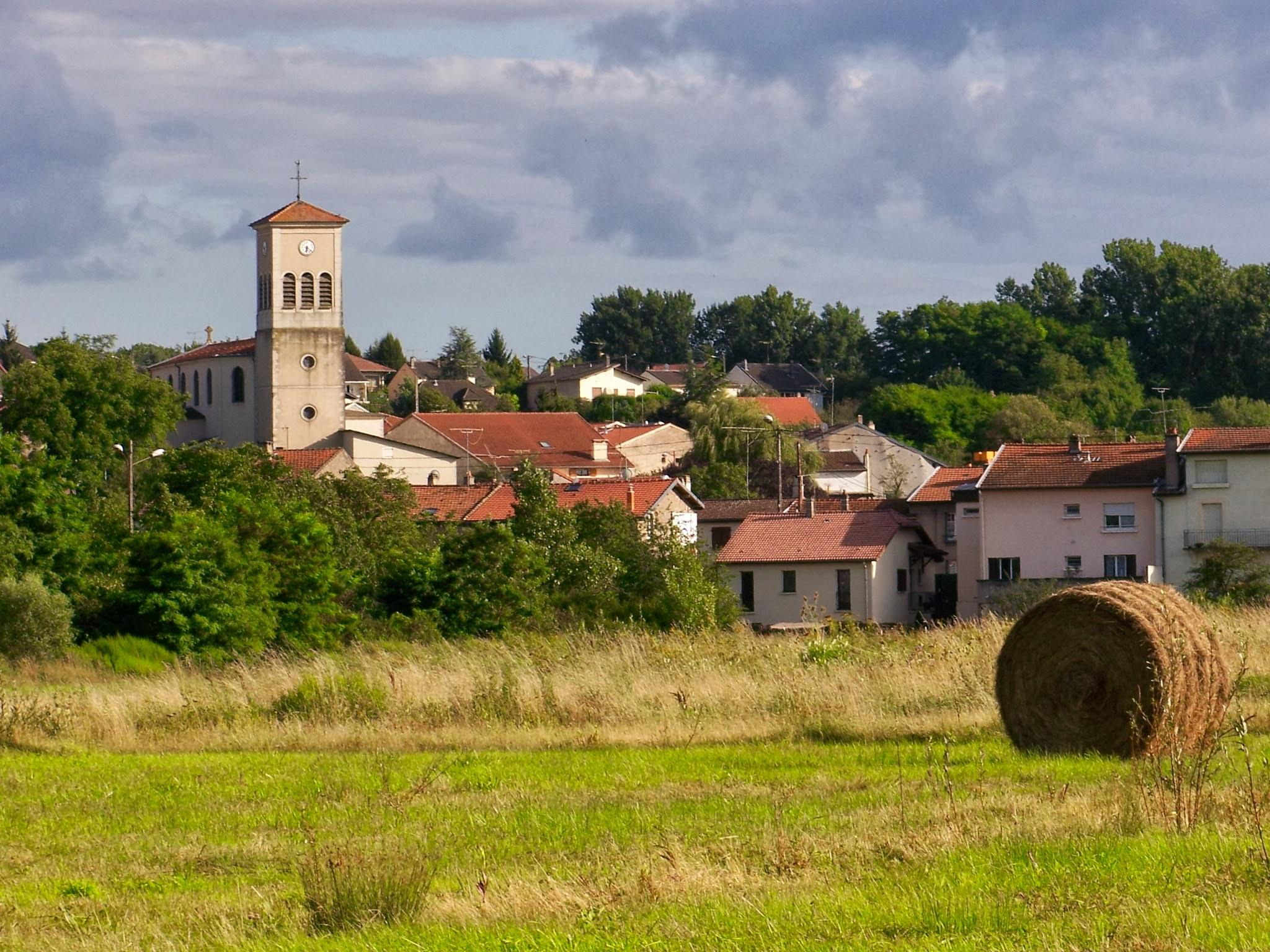
Dommartin-les-Toul: hier verschool Otto zich voor de opstandelingen in Toul

### Prins-bisschop van Toul
In 1306 werd hij prins-bisschop van Toul, in het Rooms-Duitse Rijk. Hij bleef er maar één jaar. In dat ene jaar eigende hij zich het muntatelier van Toul toe. Otto onderhandelde met zijn buren, Eduard I, de graaf van Bar en Theobald II, de hertog van Opper-Lotharingen. Hij deed terwijl hij de vergadering van alle leenmannen van Lotharingen voorzat in Colombey (1306). De burgers van Toul kwamen in opstand tegen bisschop Otto en verbonden zich met burgers uit Metz en Verdun. Otto trok zich terug in het dorp Dommartin dicht bij Toul. Het bisschoppelijk leger van Otto geraakte slaags met de opstandelingen, wat eindigde in een bloedbad. Otto vroeg paus Clemens V om een ander bisdom.

### Prins-bisschop van Bazel
In 1307 werd Otto prins-bisschop van Bazel. Paus Clemens V benoemde hem onmiddellijk zonder de procedure te doorlopen bij het kapittel van Bazel. Otto sprak geen woord Duits, wat problemen stelde. Het kapittel viel uiteen in 2 partijen: dezen die Otto steunden en de anderen die Rooms-koning Albrecht I van Habsburg steunden. Albrecht weigerde aan bisschop Otto enkele lenen en titels toe te kennen omwille van de tweedracht maar ook omwille van anti-Habsburgse uitspraken van Otto. Wat later bracht Albrecht een bezoek aan Bazel omdat hij er zijn echtgenote, Elisabeth van Karinthië, wou treffen (april 1308). De Franstalige Otto en de Duitstalige Albrecht verstonden mekaar niet. Het werd een woelige zitting: bisschop Otto zwaaide met een mes naar de koning en de tolk van de koning vertaalde verkeerdelijk dat Otto meteen al zijn wereldlijke titels kreeg. Albrecht dreef de spot met de jonge leeftijd van bisschop Otto. Het gesprek leidde naar niets en koning Albrecht maakte dat hij de stad uit was.

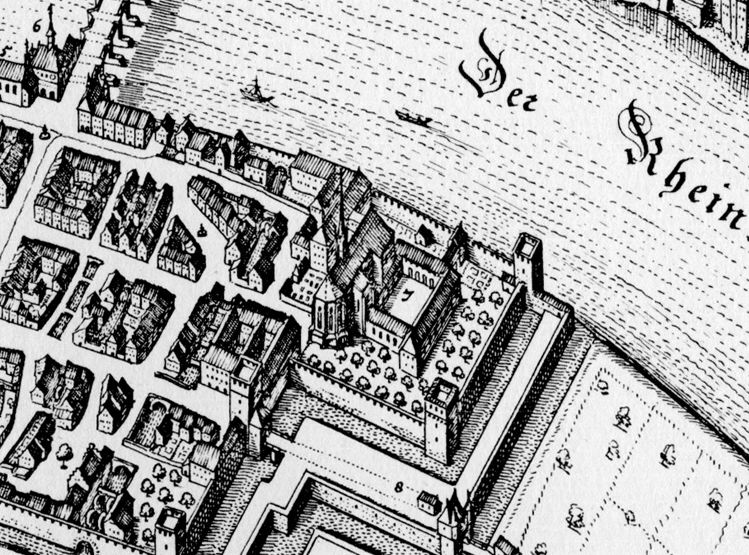
Toenmalig klooster Klingental in Bazel: begraafplaats van Otto.

In mei 1308, kort nadien, kwam het bericht in Bazel dat koning Albrecht vermoord was in Königsfelden. In de straten van Bazel braken rellen uit tussen de fractie van de bisschop en de fractie van de koning. Otto leidde persoonlijk zijn troepen om de opstandelingen te verdrukken. De belangrijkste medestanders van koning Albrecht joeg hij de stad uit. Met Albrecht's opvolger, de Luxemburger Hendrik VII, kwam bisschop Otto goed overeen. De anti-Habsburgse politiek van Hendrik VII kwam Otto goed te pas, ter bescherming van het prinsbisdom tegen Oostenrijkse inmenging. 
Koning Hendrik VII vroeg aan Otto om naar Avignon te trekken om de keizerskroning te bepleiten. In juni 1309 reisde Otto naar Avignon maar hij kwam er nooit aan. Hij werd ziek onderweg en moest te bed blijven in Sorgues, nabij Avignon (juli 1309). In september 1309 overleed Otto. 

## Graf
Otto's lichaam werd van Sorgues naar de stad Bazel overgebracht. Hij werd begraven in het klooster van Klingental in Bazel.
- Gemeinsame Normdatei: 138457069
- Historisch woordenboek van Zwitserland: 012652
- Virtual International Authority File: 89995859